# Hugues Ier de Bassigny
Pour les articles homonymes, voir Hugues Ier.
 (mai 2022).
Si vous disposez d'ouvrages ou d'articles de référence ou si vous connaissez des sites web de qualité traitant du thème abordé ici, merci de compléter l'article en donnant les références utiles à sa vérifiabilité et en les liant à la section « Notes et références ».
Hugues Ier de Bassigny (?-?), fut comte de Bassigny. Frère de Gosselin Ier de Bassigny.